# Воронцово (Сергиево-Посадский городской округ)
Воронцово — деревня в Сергиево-Посадском районе Московской области, в составе муниципального образования Городское поселение Сергиев Посад (до 29 ноября 2006 года входила в состав Мишутинского сельского округа)).

## Население
| 2002 | 2006 | 2010 |
| ---- | ---- | ---- |
| 1    | ↗8   | ↗13  |

## География
Воронцово расположено примерно в 10 км (по шоссе) на запад от Сергиева Посада, по правому берегу реки Плоска (левый приток Вели)
, высота центра деревни над уровнем моря — 243 м.

## Современное состояние
На 2016 год в деревне зарегистрировано 9 садовых товариществ. Деревня связана автобусным сообщением с райцентром и соседними населёнными пунктами.